# Kapo (Sänger)
Kapo (* 15. Dezember 1997 als Juan David Loaiza Supúlveda) ist ein kolumbianischer Reggaeton-Singer-Songwriter.

## Karriere
Im Alter von 12 Jahren trat er als Straßenmusiker auf. Mit 16 Jahren verkaufte er sein Motorrad, um nach Bogotá zu ziehen und dort an seiner Karriere zu arbeiten.
Kapo veröffentlichte 2019 seine erste professionelle Single Humo, welche ihm die Aufmerksamkeit des Plattenlabels La Industria Inc. einbrachte. Diese nahmen ihn anschließend unter Vertrag. Es folgten in den kommenden Jahren Kollaborationen mit lokalen Künstlern wie Mati Gómez und Reykon. Im April 2023 erschien sein erstes Mixtape To og favorito, welches zum größten Teil aus zuvor veröffentlichten Singles bestand.
Im Juni 2024 landete er seinen internationalen Durchbruch mit der Single Ohnana, welche unter anderem Platz zwei in Spanien, sowie die Top 20 der US-Hot Latin Songs erreichte. Er wird durch das Artist Development Program von Amazon Music unterstützt, welches sich auf neue Künstler fokussiert.

## Diskografie

### Alben
| Jahr | Titel                      | Höchstplatzierung, Gesamtwochen, AuszeichnungChartplatzierungen (Jahr, Titel, Platzierungen, Wochen, Auszeichnungen, Anmerkungen) | Höchstplatzierung, Gesamtwochen, AuszeichnungChartplatzierungen (Jahr, Titel, Platzierungen, Wochen, Auszeichnungen, Anmerkungen) | Anmerkungen                        |
| Jahr | Titel                      | Latin | ES | Anmerkungen                        |
| ---- | -------------------------- | --- | --- | ---------------------------------- |
| 2025 | Por si alguien nos escucha | Latin24 Platin · (… Wo.)Latin | ES7 (… Wo.)ES | Erstveröffentlichung: 6. Juni 2024 |

### Mixtapes
- 2023: To og favorito

### Singles
| Jahr | Titel Album                          | Höchstplatzierung, Gesamtwochen, AuszeichnungChartplatzierungen (Jahr, Titel, Album, Platzierungen, Wochen, Auszeichnungen, Anmerkungen) | Höchstplatzierung, Gesamtwochen, AuszeichnungChartplatzierungen (Jahr, Titel, Album, Platzierungen, Wochen, Auszeichnungen, Anmerkungen) | Anmerkungen                                          |
| Jahr | Titel Album                          | Latin | ES | Anmerkungen                                          |
| --- | ------------------------------------ | --- | --- | ---------------------------------------------------- |
| 2024 | Ohnana Por si alguien nos escucha    | Latin11 ×6Sechsfachplatin · (20 Wo.)Latin                                                                                                | ES2 ×4Vierfachplatin · (… Wo.)ES | Erstveröffentlichung: 6. Juni 2024                   |
| 2024 | Uwaie Por si alguien nos escucha     | Latin16 ×3Dreifachplatin · (20 Wo.)Latin                                                                                                 | ES2 ×3Dreifachplatin · (42 Wo.)ES | Erstveröffentlichung: 15. August 2024                |
| 2025 | Aloh Aloh Por si alguien nos escucha | — | ES25 Gold · (9 Wo.)ES | Erstveröffentlichung: 9. Januar 2025                 |
| 2025 | Más Que Tú –                         | Latin43 (6 Wo.)Latin | ES39 (5 Wo.)ES | Erstveröffentlichung: 12. Februar 2025 mit Ozuna     |
| 2025 | ILY Por si alguien nos escucha       | — | ES14 Gold · (12 Wo.)ES | Erstveröffentlichung: 6. März 2025 feat. Myke Towers |
| 2025 | Korazong Por si alguien nos escucha  | — | ES96 (1 Wo.)ES | Erstveröffentlichung: 5. Juni 2025                   |
| Folgende Lieder erschienen nicht als Single, wurden aber durch das Album zum Download und Streaming bereitgestellt und konnten somit eine Platzierung erlangen: |                                      | | |                                                      |
| |                                      | | |                                                      |
| 2025 | X ti Por si alguien nos escucha      | — | ES29 (… Wo.)ES | feat. Feid                                           |

Weitere Singles
- 2019: Humo
- 2021: Vuela (mit Mati Gómez)
- 2021: Mochilera (mit Reykon)
- 2022: Pelinegra (mit Nanpa Básico)
- 2023: Bulevar Esteban Rojas

### Gastbeiträge
| Jahr | Titel Album                         | Höchstplatzierung, Gesamtwochen, AuszeichnungChartplatzierungen (Jahr, Titel, Album, Platzierungen, Wochen, Auszeichnungen, Anmerkungen) | Höchstplatzierung, Gesamtwochen, AuszeichnungChartplatzierungen (Jahr, Titel, Album, Platzierungen, Wochen, Auszeichnungen, Anmerkungen) | Anmerkungen                                                    |
| Jahr | Titel Album                         | Latin | ES | Anmerkungen                                                    |
| --- | ----------------------------------- | --- | --- | -------------------------------------------------------------- |
| 2024 | Passoa Le Clique: Vida Rockstar (X) | Latin— PlatinLatin | ES36 Gold · (10 Wo.)ES | Erstveröffentlichung: 9. August 2024 Jhayco feat. Kapo         |
| 2024 | Qué pecao 201                       | — | ES9 Platin · (24 Wo.)ES | Erstveröffentlichung: 3. Oktober 2024 Manuel Turizo feat. Kapo |
| 2025 | Imagínate Babylon Club              | Latin32 ×3Dreifachplatin · (17 Wo.)Latin                                                                                                 | ES12 ×2Doppelplatin · (34 Wo.)ES | Erstveröffentlichung: 7. November 2024 Danny Ocean feat. Kapo  |
| Folgende Lieder erschienen nicht als Single, wurden aber durch das Album zum Download und Streaming bereitgestellt und konnten somit eine Platzierung erlangen: |                                     | | |                                                                |
| |                                     | | |                                                                |
| 2025 | Carita angelikal Afrolova’ 25       | — | ES31 (4 Wo.)ES | Rels B feat. Kapo                                              |

## Auszeichnungen für Musikverkäufe
| Goldene Schallplatte - Kolumbien - 2025: für die Single Qué pecao - Portugal - 2024: für die Single Ohnana Platin-Schallplatte - Mexiko - 2025: für die Single Ohnana | 3× Goldene Schallplatte - Mexiko - 2025: für die Single Uwaie 3× Platin-Schallplatte - Zentralamerika - 2025: für die Single Ohnana - 2025: für die Single Uwaie |

Anmerkung: Auszeichnungen in Ländern aus den Charttabellen bzw. Chartboxen sind in ebendiesen zu finden.
| Land/RegionAuszeichnungen für Musikverkäufe (Land/Region, Auszeichnungen, Verkäufe, Quellen) | Gold     | Platin       | Verkäufe | Quellen             |
| -------------------------------------------------------------------------------------------- | -------- | ------------ | -------- | ------------------- |
| Kolumbien (ASINCOL)                                                                          | Gold1    | —            | 10.000   | Einzelnachweise     |
| Mexiko (AMPROFON)                                                                            | Gold1    | 2× Platin2   | 350.000  | amprofon.com.mx     |
| Portugal (AFP)                                                                               | Gold1    | —            | 5.000    | Einzelnachweise     |
| Spanien (Promusicae)                                                                         | 3× Gold3 | 10× Platin10 | 690.000  | elportaldemusica.es |
| Vereinigte Staaten (RIAA)                                                                    | —        | 14× Platin14 | 840.000  | riaa.com            |
| Zentralamerika (CFC)                                                                         | —        | 6× Platin6   | 420.000  | cfc-musica.com      |
| Insgesamt                                                                                    | 6× Gold6 | 32× Platin32 |          |                     |